# Люблін
Лю́блін (або Лю́блин, пол. Lublin, їд. לובלין) — місто в Польщі, столиця Люблінського воєводства. Люблін є одним із найстарших поселень у Польщі. Ще в VI столітті на схилах пагорбу Чвартек почали осідати поселенці. Сьогодні Люблін — центр Люблінського воєводства, найбільше місто та промисловий, культурний і науковий осередок у Східній Польщі та на правобережжі Вісли. З огляду на велику кількість історичних пам'яток, спортивно-оздоровчих об'єктів та готельну базу місто є важливим туристичним центром.

## Назва
Назва походить від старослов'янського імені Любомир.

## Географія
Місто розташоване біля впадіння річок Чехівки та Чернеївки в Бистрицю (притоки Вепру), на північній околиці Люблінської височини.

### Клімат
Місто розташовується в зоні, яку характеризує вологий континентальний клімат із теплим літом. Найтепліший місяць — липень із середньою температурою 16,7 °C. Найхолодніший місяць — січень, із середньою температурою -3,3 °C.
| Клімат Любліна          | Клімат Любліна | Клімат Любліна | Клімат Любліна | Клімат Любліна | Клімат Любліна | Клімат Любліна | Клімат Любліна | Клімат Любліна | Клімат Любліна | Клімат Любліна | Клімат Любліна | Клімат Любліна | Клімат Любліна |
| Показник                | Січ.           | Лют.           | Бер.           | Квіт.          | Трав.          | Черв.          | Лип.           | Серп.          | Вер.           | Жовт.          | Лист.          | Груд.          | Рік            |
| Абсолютний максимум, °C | 10             | 16             | 21             | 26             | 30             | 31             | 32             | 31             | 28             | 22             | 15             | 12             | 32             |
| Середній максимум, °C   | −1             | 0              | 5              | 11             | 17             | 19             | 21             | 21             | 16             | 11             | 4              | 1              | 10             |
| Середня температура, °C | −3             | −2             | 2              | 7              | 12             | 15             | 16             | 16             | 12             | 8              | 2              | −1             | 7              |
| Середній мінімум, °C    | −5             | −5             | −1             | 2              | 7              | 10             | 12             | 12             | 8              | 4              | 0              | −2             | 3              |
| Абсолютний мінімум, °C  | −31            | −25            | −17            | −5             | −2             | 1              | 5              | 4              | −2             | −7             | −16            | −20            | −31            |
| Днів з опадами          | 20             | 17             | 15             | 15             | 14             | 15             | 15             | 12             | 14             | 14             | 17             | 22             | 190            |
| Днів з дощем            | 8              | 7              | 10             | 13             | 14             | 15             | 15             | 12             | 14             | 13             | 13             | 13             | 147            |
| Днів зі снігом          | 16             | 13             | 8              | 4              | 0              | 0              | 0              | 0              | 0              | 1              | 7              | 14             | 63             |
| ----------------------- | -------------- | -------------- | -------------- | -------------- | -------------- | -------------- | -------------- | -------------- | -------------- | -------------- | -------------- | -------------- | -------------- |
| Джерело: Weatherbase    |                |                |                |                |                |                |                |                |                |                |                |                |                |

## Історія

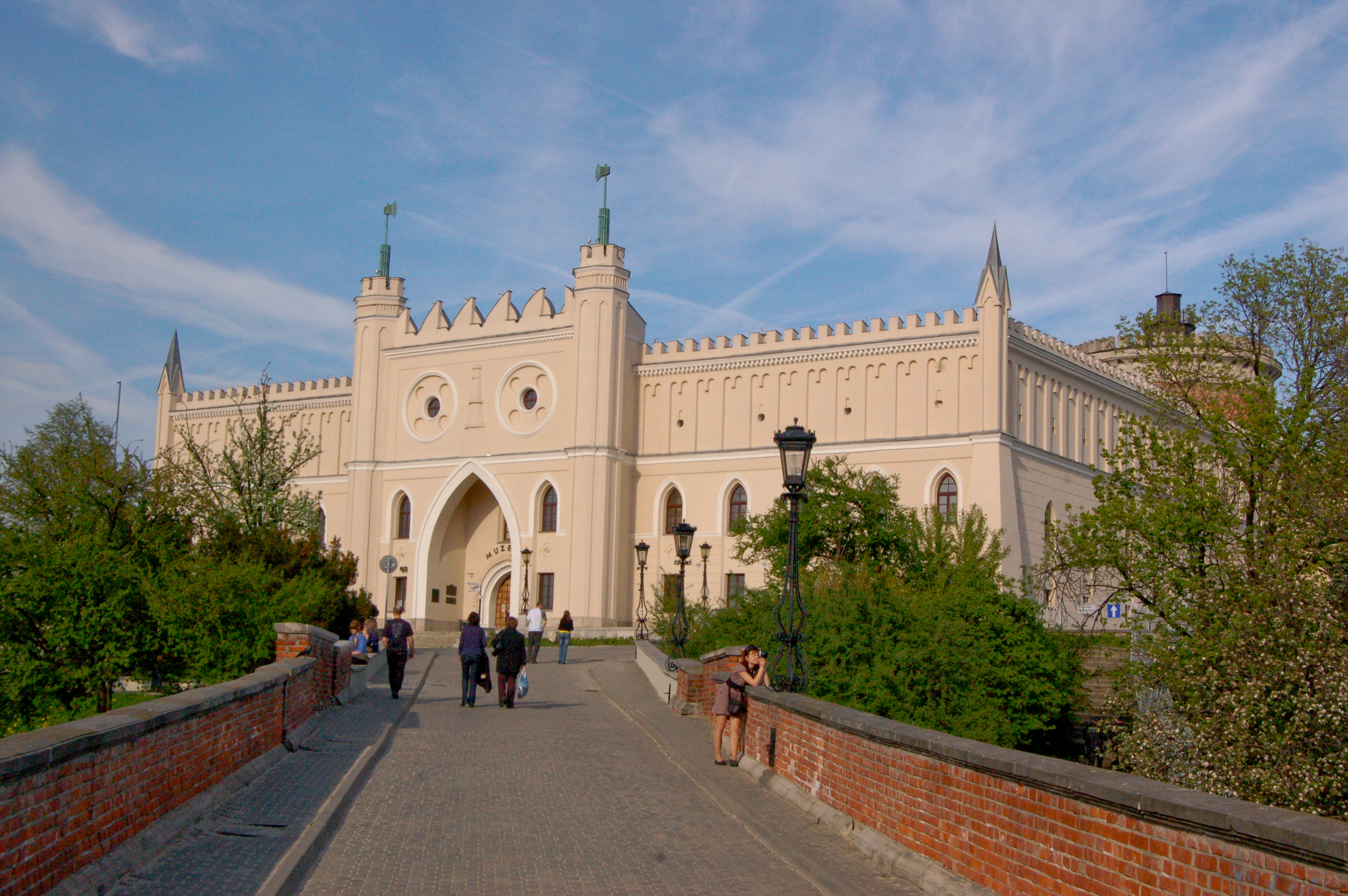
Люблінський замок

Перші постійні поселення на люблінській землі з'явилися на початку середньовіччя, хоча археологічні знахідки вказують на присутність різних культур задовго до цього. Найбільш ранні поселення відносять до VI століття, що підтверджують знахідки на пагорбі Чвартек у передмісті Любліна (пол. Czwartek «четвер» — найімовірніше, посилання на торговий день у поселенні). Цілком імовірно, що навколишні пагорби, зокрема, земля сучасного люблінського старого міста, також були в той час заселені.
У X столітті була споруджена дерев'яна оборонна споруда, пізніше кам'яна. Також у X—XI століттях поселення Чвартек перетворилося на важливий торговий центр. Найдавніший історичний документ, де згадується Люблін, датується 1198 роком. Люблін був польським прикордонним поселенням на кордоні з руськими князівствами. Знаходження Любліна на східних кордонах польських земель визначило його військове значення. Фортеця, що стала місцем перебування каштелянів, вперше згадується в історичних джерелах з 1224 року. 1205 року місто невдало місяць облягав галицько-волинський князь Роман Мстиславич. 1241 року Люблін зруйнували татари. У 1243 році Люблін двічі намагався захопити руський князь Данило Романович (Галицький). 1244 року місто спустошили литовці, пруси та ятвяги. Того ж 1244 року місто на деякий час (скоріше за все на кілька місяців) зайняв Данило Романович. 1260 року домініканці збудували католицький костел архангела Михаїла. Близько 1292 року місто та усю Люблінську землю захопив і приєднав до Галицького князівства руський князь Лев Данилович. 1302 року місто обложило польське військо, надіслане королем Вацлавом II. Через брак харчів руський гарнізон був змушений здати місто й покинути Люблінщину.

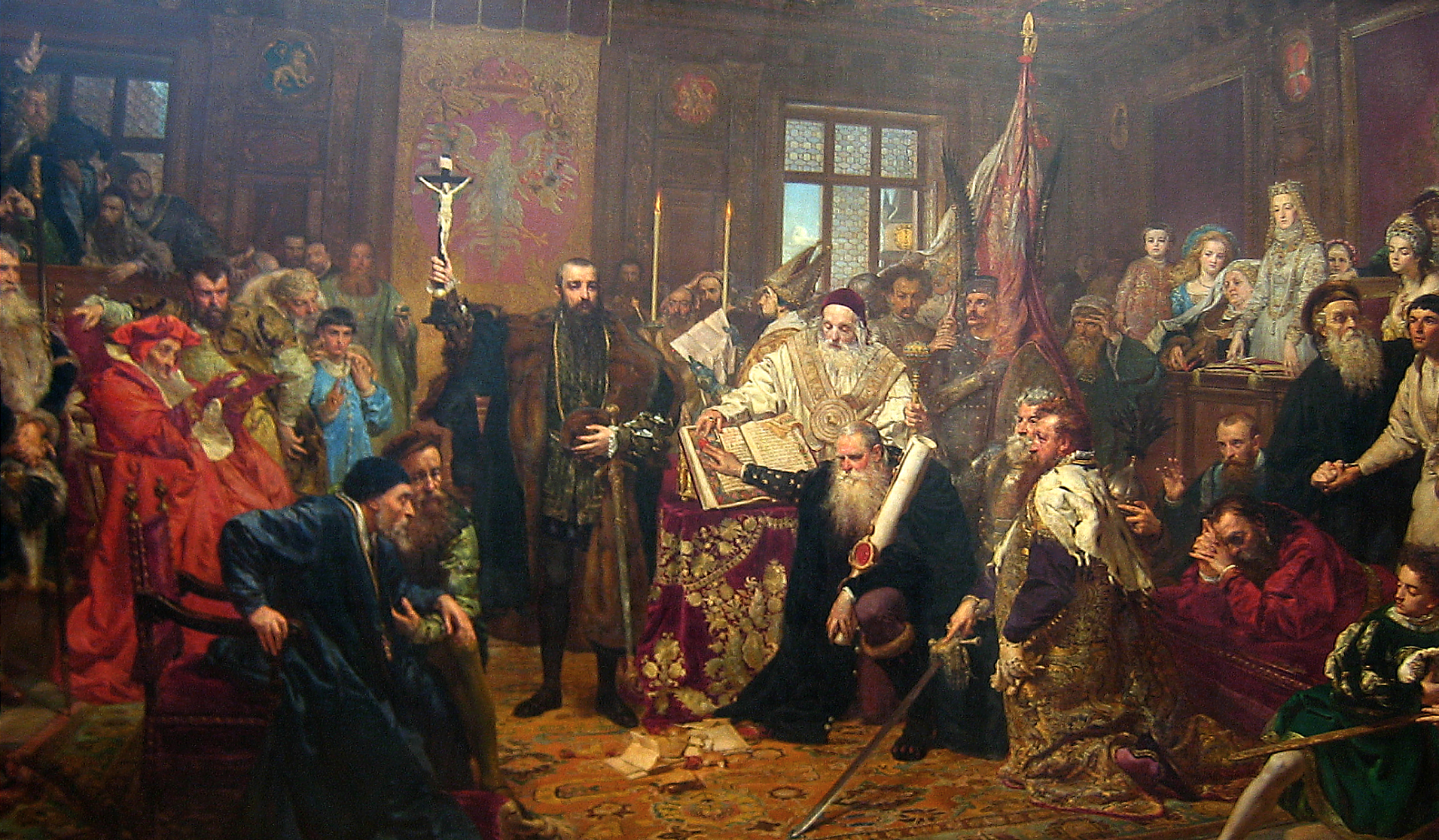
Ян Матейко. «Люблінська унія» (1869)

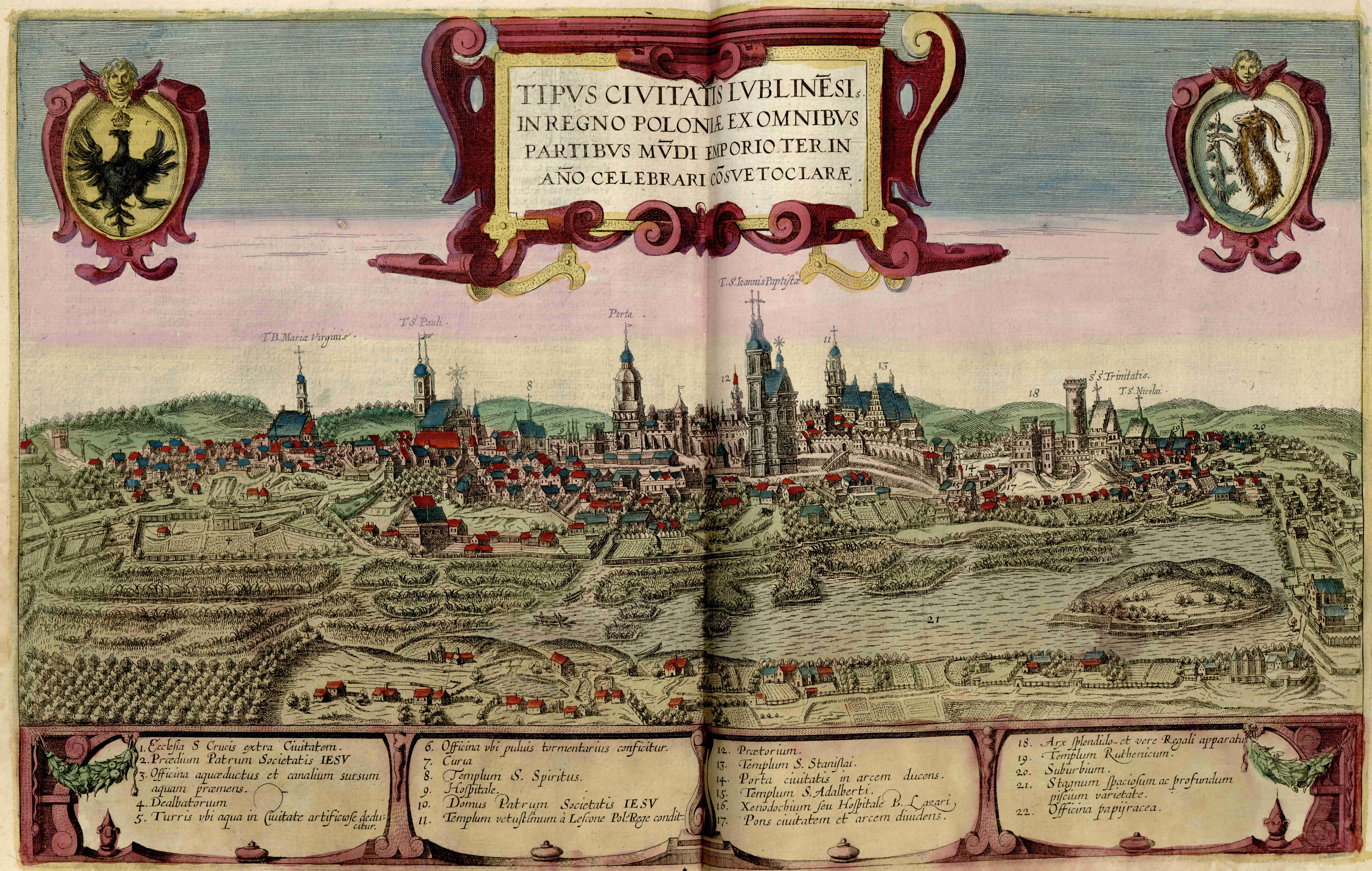
План Любліна, виданий в 1618 році

1317 року під час правління князя Владислава I Локетка місто отримало магдебурзьке право. Казимир III оцінив стратегічну важливість міста, оточив його в 1341 оборонними стінами. 1341 року Казимир III здобув біля Любліна перемогу над татарами.
1392 року місто отримало значні торговельні привілеї від короля Владислава II Ягайла, а зі зближенням між Польщею та Литвою, стало місцем значної частини торгівлі між двома країнами. 1474 року Казимир IV Ягеллончик зробив місто столицею новоствореного Люблінського воєводства. У XV і XVI столітті місто швидко зростало. Протягом XVI століття кілька разів були проведені засідання сейму. 26 червня 1569 на одному з найважливіших таких сеймів було укладено унію Польщі та Литви в єдину державу — Річ Посполиту. 1578 року Люблін став центром проведення коронного трибуналу.
У місті діяло українське православне братство, створене в 1586 році при церкві святого Спаса. Доброчинцями братства були чільні руські князі (Костянтин Острозький, Юрій Чорторийський та інші). 1607 року при братстві відкрито школу. У середині XVII століття церква святого Спаса стала належати греко-католицькому ордену василіян.
З другої половини XVI століття протестантський рух охопив Люблін. Приблизно в той же час була також створена одна з найбільших єврейських громад Польщі.

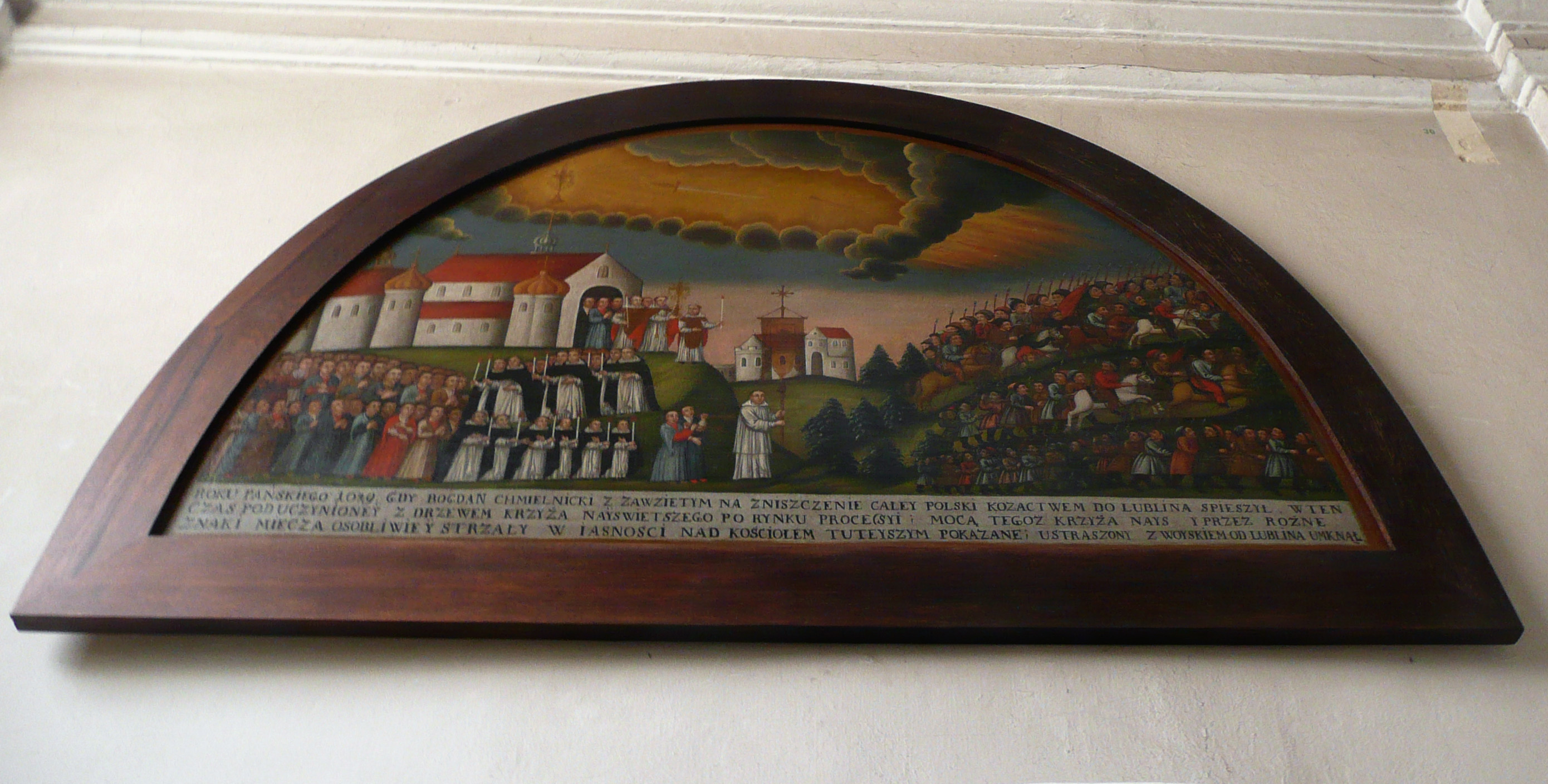
Картина в костелі домініканців, на якій зображено відступ козаків Хмельницького з-під Любліна в 1648 році

У XVII столітті епідемія в місті забрала життя більш ніж 5 тис. жителів. 1655 року місто на чотири місяці було захоплене московсько-козацьким військом (московитами керував Петро Потьомкін, українськими козаками — Данило Виговський). Наступного 1656 року воно постраждало від шведського вторгнення, що трапилося в ході Північної війни. 1703 року Август II Фрідріх надав місту привілеї, що порівняли його в правах із Краковом.

### Російська окупація
1792 року місто окупували російські війська. Після третього поділу Польщі, 1795 року Люблін відійшов до Австрійської імперії. Від 1815 року за умовами Віденського конгресу Люблін включений до Королівства Польського у складі Російської імперії. Був центром Люблінської губернії.
1864 року закритий монастир василіян. 1877 року запущена залізниця сполученням Варшава — Ковель, яка простимулювала промисловий розвиток міста. Населення Любліна зросло з 28 900 в 1873 до 50 150 1897-го.

### 1914—1918 роки
Правління Російської імперії закінчилося 1915 року, коли місто було окуповане німецькою та австро-угорською арміями. У той час єврейська громада становила близько 40 % від населення Любліна.
Наприкінці жовтня 1918 року після проголошення створення Української держави на території колишніх австрійських володінь у Галичині, Володимерії та Буковині український синьо-жовтий штандарт був піднятий над українізованою військовою частиною в місті. Польська влада з допомогою підрозділів польських легіоністів змогла захопити цю частину.

### Міжвоєнний час
Після утворення незалежної Польщі Люблін став центром Люблінського воєводства.

### Німецька окупація
Під час німецької окупації міста, що почалася 1939 року, населення, зокрема місцеве єврейське, було об'єктом серйозного гноблення з боку окупантів. Місто було адміністративним центром однойменного дистрикту і водночас осередком основних німецьких зусиль щодо винищення євреїв в окупованій Польщі. Єврейське населення було змушене жити в гетто. Між 17 березня та 11 квітня 1942 року більшість мешканців гетто — близько 26 000 осіб — були депортовані до винищувального табору Белжець, решта — до Майданека (великий концентраційний табір, створений на околиці міста). Більшість із них загинули.

### У складі Польської держави

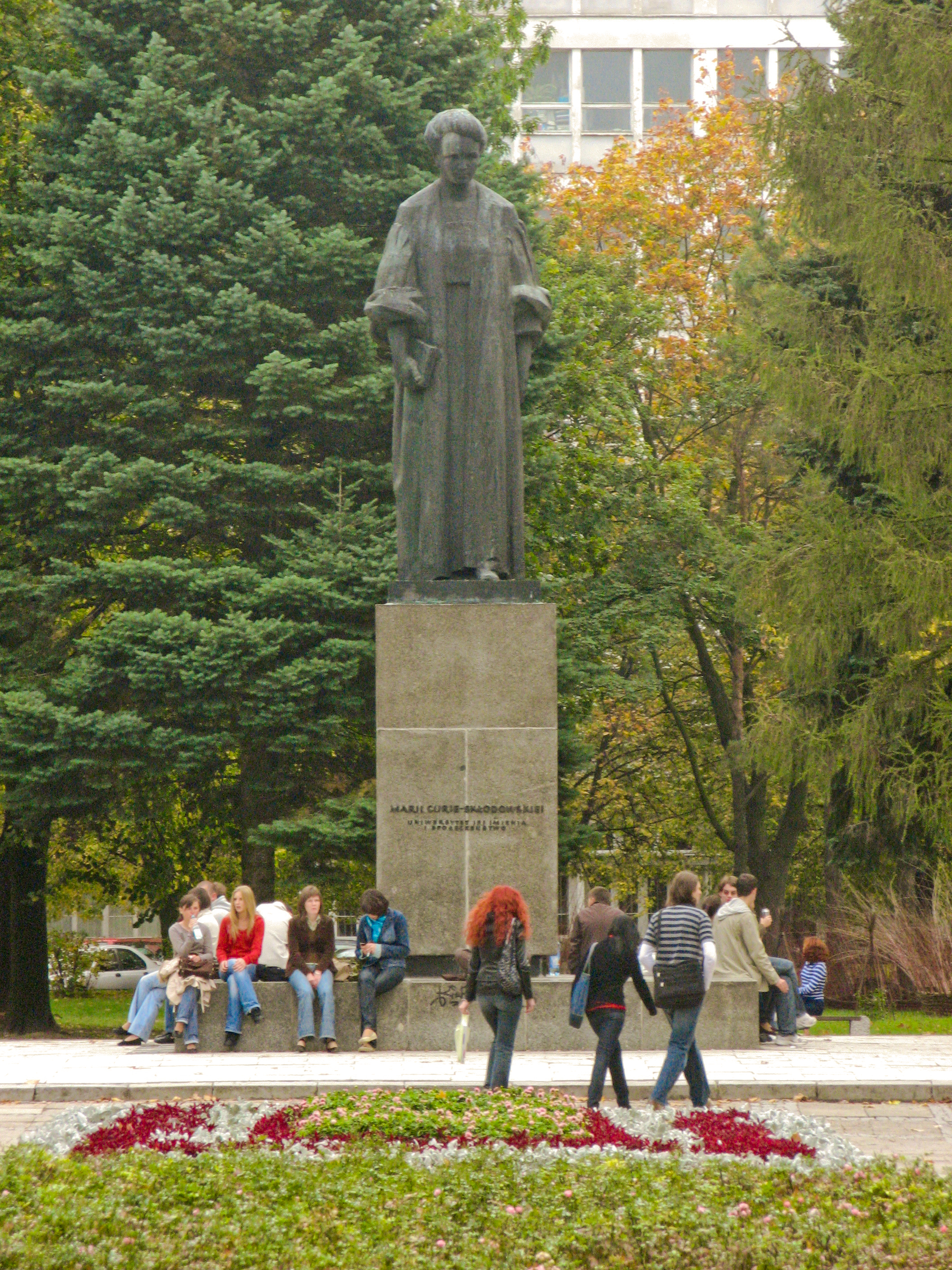
Університет Марії Кюрі-Склодовської

24 липня 1944 року в місто увійшла радянська армія, німецька окупація змінилася московсько-більшовицькою і воно стало тимчасовою столицею контрольованої комуністами Польщі. 23 жовтня 1944 року в Любліні був заснований університет Марії Кюрі-Склодовської. Столиця була перенесена до Варшави у січні 1945 року.
У липні 1980 року працівники Любліна були першими у хвилі страйків, спрямованих проти комуністичного режиму, які в кінцевому підсумку призвели до появи «Солідарності».
2017 року місто відзначило 700-ліття від часу отримання міських прав.
2020 року тут утворено Люблінський трикутник — регіональний альянс Литви, Польщі та України.

## Населення
Демографічна структура станом на 31 березня 2011 року:
|          | Загалом | Допрацездатний вік | Працездатний вік | Постпрацездатний вік |
| -------- | ------- | ------------------ | ---------------- | -------------------- |
| Чоловіки | 160891  | 28778              | 113358           | 18755                |
| Жінки    | 188212  | 28151              | 114825           | 45236                |
| Разом    | 349103  | 56929              | 228183           | 63991                |

Населення за роками:

### Українська громада

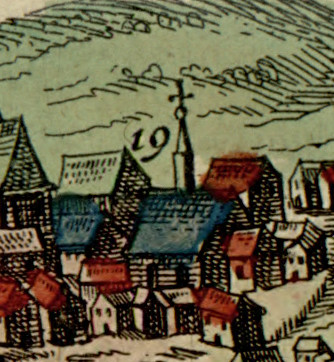
Дерев'яна руська церква з плану Любліна 1618 року

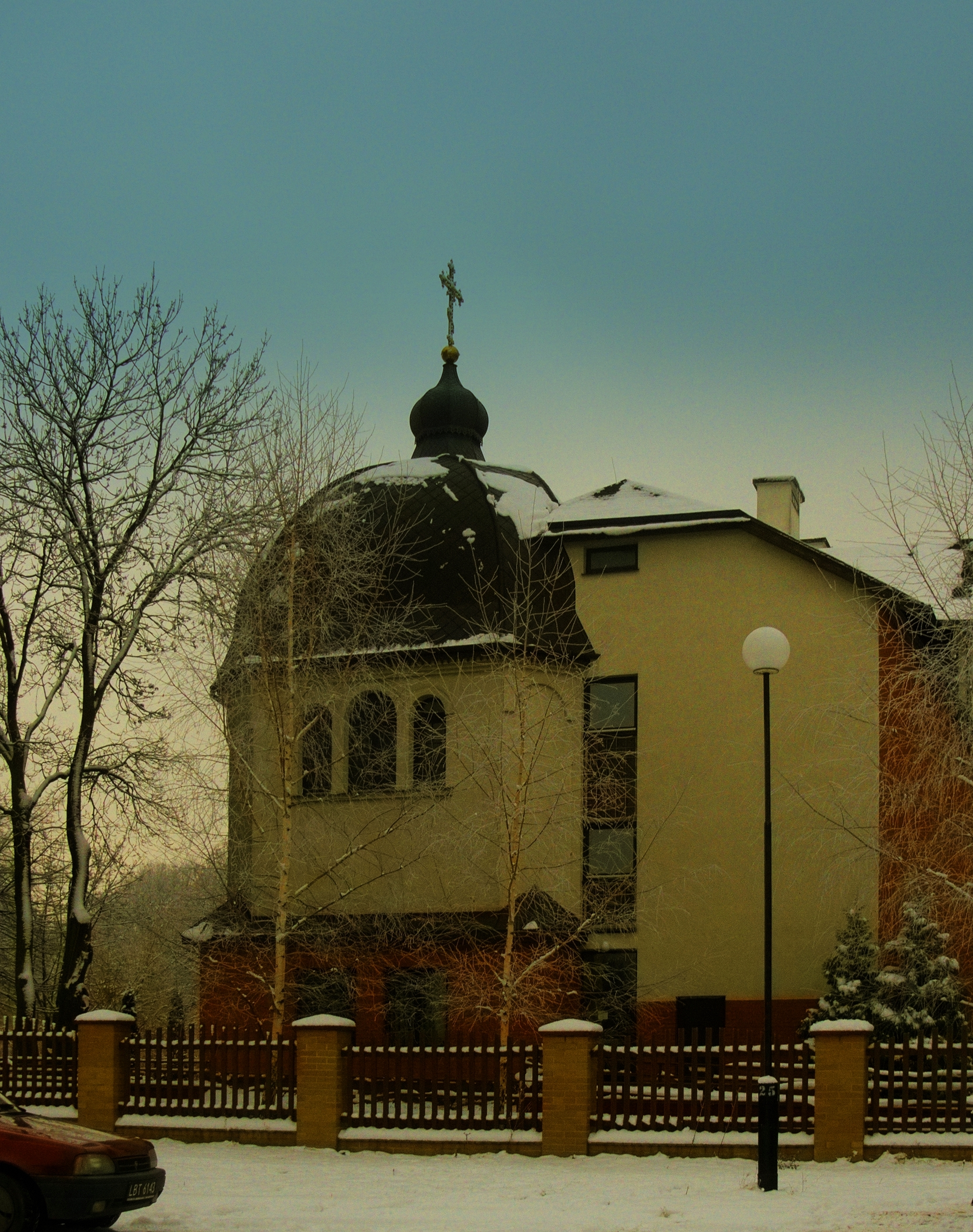
Церква св. Петра (Могили)

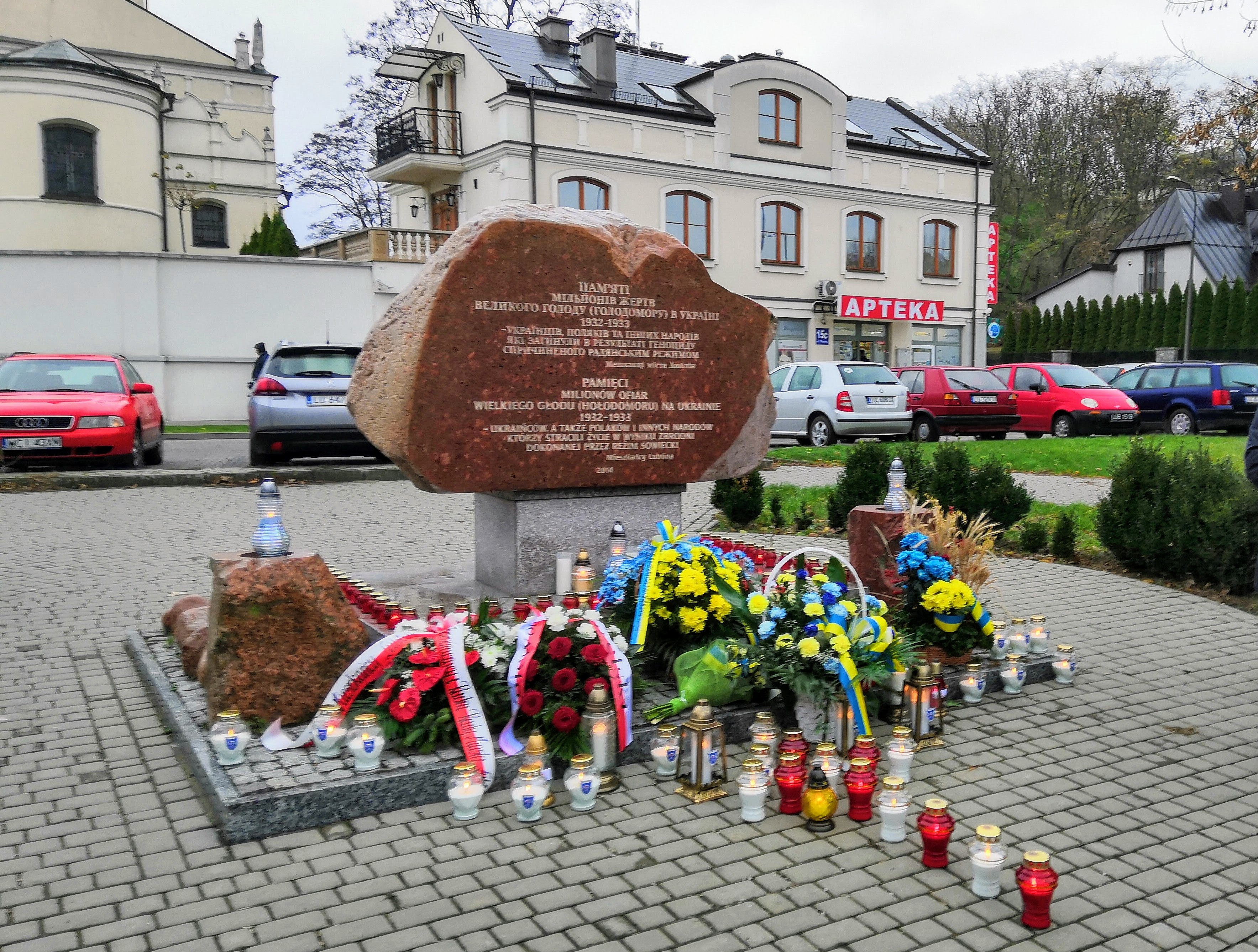
Пам'ятник жертвам Голодомору 1932—1933 років

Через прикордонний характер Любліна у місті здавна проживала невелика українська громада. Одна з найстаріших вулиць міста називається Руська. Головним храмом руської спільноти була церква Преображення Господнього (Спаса) на вулиці Руській. Вперше православна церква Спаса в Любліні згадується в документі 1390 року.
У XVI—XVII століттях місто було важливим українським релігійним осередком. З другої половини українське населення спольщилося. До 1914 року в місті жила невелика кількість українців-холмщаків і російських службовців. 1872 року місцева православна парафія налічувала 1106 вірян, греко-католицька — 342 вірян. За переписом 1897 року в Любліні налічувалося 668 україномовних (1,33 %). Під час «біженства» 1915 року більшість православного населення було вивезено вглиб Російської імперії. Деяким із переселенців вдалося повернутися назад уже після закінчення Першої світової війни. У 1921 році в місті проживало 92 українці (при 514 православних і 57 греко-католиків), у 1931 — 227 україномовних (при 703 православних і 160 греко-католиків). У 1920-х роках, після радянської окупації УНР, у Любліні поселилися політичні та військові емігранти УНР. Після Першої світової війни польська адміністрація в рамках акції «ревіндикації» закрила та перетворила 3 місцеві православні церкви на римо-католицькі костели (церкву Воздвиження, церкву Богородиці та церкву Різдву Богородиці), а одну з них (церкву Воздвиження) у 1924—1925 роках розібрала. Єдиним православним храмом, що продовжив діяти, була давня церква Преображення Господнього. З 1927 року в Любліні діяв відділ Українського Центрального Комітету.
Українська меншина зросла до близько 1000 осіб унаслідок втечі сюди в 1939—1940 роках українців з окупованої радянськими військами Західної України. Під час Другої світової війни у місті діяв Український Допомоговий Комітет, представництво УЦК у Люблінському дистрикті, православна та греко-католицька парафія. Для обслуги українських кооперативів Холмщини та Підляшшя в жовтні 1940 року була відкрита торговельна централя Української Господарської Акційної Спілки, під керівництвом колишнього поручника УГА Івана Поритка. У 1944—1957 роках у Люблінській в'язниці утримувалося декілька сотень українців, запідозрених у співпраці з УПА. 1956 року в Любліні засновано один із перших гуртків Українського Суспільно-Культурного Товариства. З початку 1970-х років у Вищій духовній семінарії відбувається навчання греко-католицького духовенства. З 1986 року в римо-католицькому костелі святого Йозафата (колишній православній церкві) проводяться також українські греко-католицькі богослужіння.
На сьогодні у Любліні діє українська громадська організація «Українське Товариство», яка опікується культурним і громадським життям українців Любліна, Холма та Холмщини. У Любліні міститься Генеральне консульство України. При Університеті Марії Кюрі-Склодовської є кафедра української філології, заснована в 1952 році. У 2001 році в Любліні засновано Європейський колеґіум польських і українських університетів. Активну участь в організації українських заходів бере парафіяльна православна церква Воздвиження Чесного Хреста Господнього, що належить до парафії святого Петра (Могили). З 2003 року в Люблині працює українська недільна школа, якою опікується Українське Товариство та православна парафія св. Петра (Могили). З 2010 року декілька державних закладів викладають українську мову як мову національних меншин.
3 квітня 2023 року за виявлені гуманізм, милосердя і солідарність з Українським народом, всебічну допомогу громадянам України, які вимушено залишили Батьківщину внаслідок збройної агресії Російської Федерації проти України, а також вагому підтримку України у захисті її незалежності та суверенітету Указом Президента України Володимира Зеленського Люблін було вшановане почесною відзнакою України «Місто-рятівник».

## Історичні пам'ятки

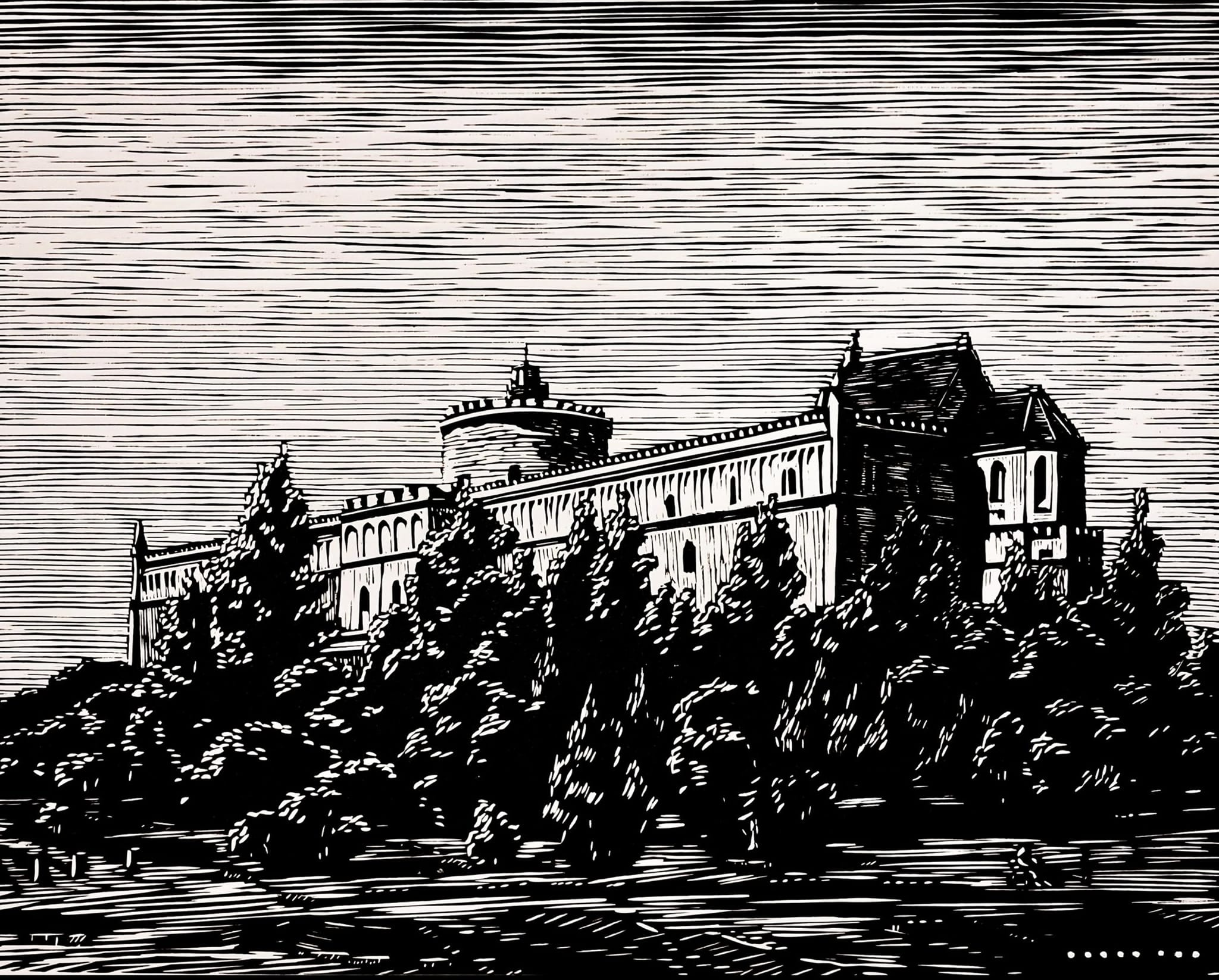
Павел Бродзіш. «Люблінський за́мок» (2022) ліногравюра
розміри 37 × 47 см

Історична частина міста, Старе місто, займає відносно невеликий простір між Краківською брамою і замком. У Старій Ратуші, збудованій у XV столітті, містився Коронний Трибунал. Ринок зберігає свою давню красу: ренесансні кам'яниці, що колись належали багатим купецьким родам, розбагатілим завдяки торгівлі. Колись у місті був вірменський храм[джерело?].
Визначними місцями міста є:
- Краківська брама;
- Ґродська брама;
- Замок із замковою каплицею Святої Трійці. Каплиця Святої Трійці зведена в другій половині XIV століття, містить фрески, виконані руським малярем Андрієм до 1418 року на замовлення короля Владислава Ягайла[65][61][72];
- Архікатедральний собор, споруджений у ренесансно-бароковому стилі у 1586—1625 роках для єзуїтського ордену на основі проєкту римського костелу Іль-Джезу. 1824 року до костелу добудували класицистичний портик із колонами за проєктом італійського архітектора Антоніо Корацці;
- костел святого Станіслава;
- костел Бернардинців;
- Костел Святого Духа;
- Костел Бригіток;
- Костел святого Миколая на Чвартку;
- Костел святого Михаїла Архангела;
- Будівля Коронного Трибуналу;
- Православний цвинтар на вулиці Липовій[pl] з початку XIX століття. Містить могили українських діячів, зокрема поховання воїнів армії УНР, яким у 2001 році було встановлено пам'ятник, а також могилу українського громадського діяча Миколи Королька (1905—1986)[79][92];
- Старий та новий єврейські цвинтарі.

Великий Люблінський замок розташований на високому піднесенні й має мало спільного з первісною оборонною будівлею, збудованою на цьому місці у XIV столітті. Споруда отримала свій сучасний вигляд у XIX столітті; тривалий час тут була в'язниця, а тепер міститься експозиція Люблінського музею. З попереднього замкового ансамблю збереглася лише замкова вежа-донжон.

### Церква Преображення Господнього (Спаса)

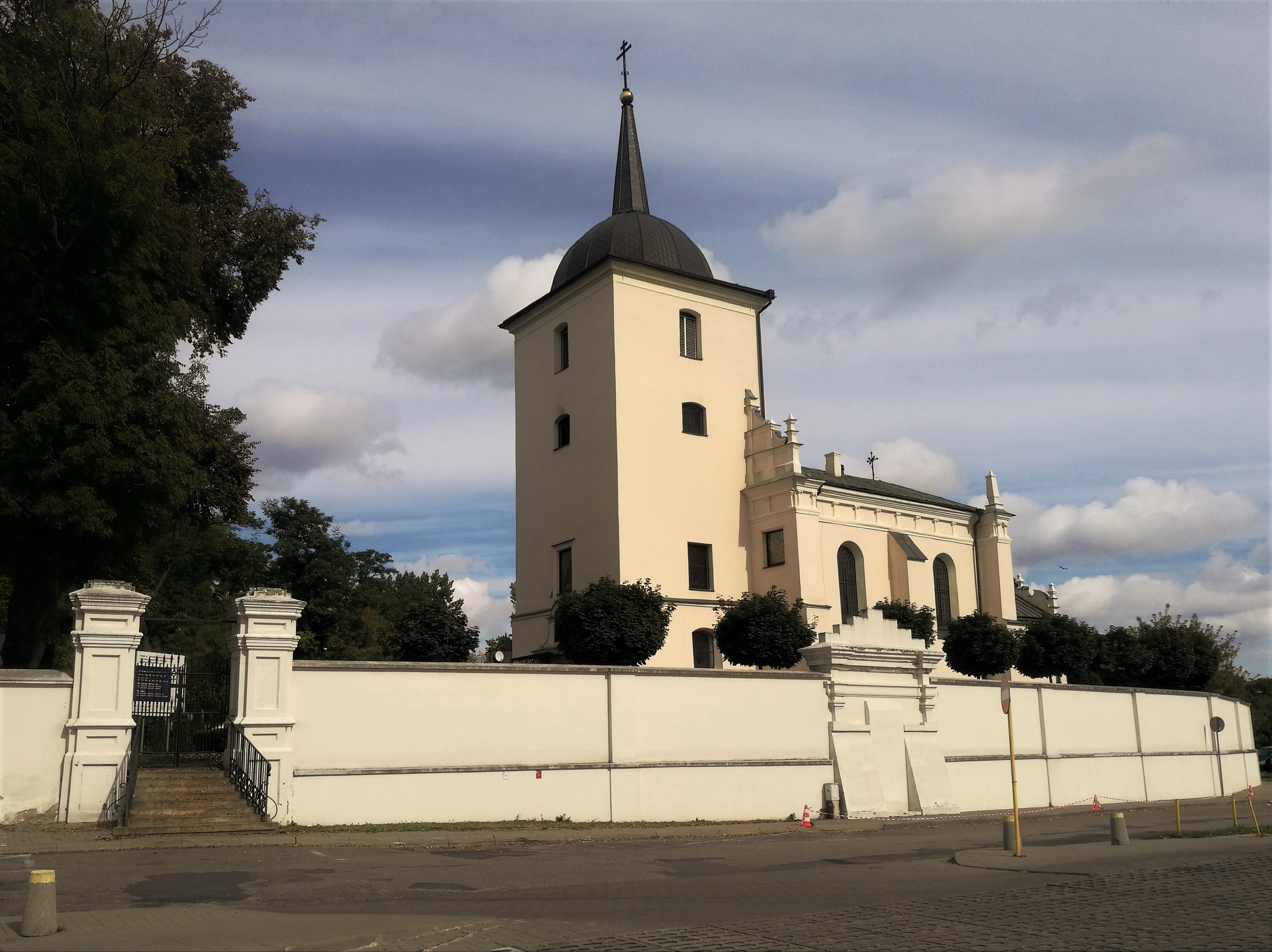
Церква Преображення Господнього

Мурована православна церква на вулиці Руській. Уперше православна церква Спаса в Любліні згадується в документі 1390 року. За даними холмського унійного єпископа Шумборського 1825 року, який посилався на невідомі давніші свідчення, церкву Спаса фундувала київська княгиня Марія Іванівна в 1447 році. 15 січня 1586 року при церкві засноване одне з перших у Речі Посполитій православних братств, до якого належали такі чільні руські князі, як Костянтин Острозький, Григорій Сангушко-Каширський, Яким Корецький, Павло Друцький-Любецький, Юрій Чарторийський, Григорій Четвертинський. Старовинна дерев'яна руська (православна) церква (лат. Templum Ruthenicum) згадується на плані міста, виданому в «Civitates orbis terrarum» у 1618 році. Ймовірно, малася на увазі саме церква Преображення Господнього на вулиці Руській. У 1587 році згоріла стара дерев'яна церква, а вже наступного року почалося будівництво нової. Однак є припущення, що це могла бути інша церква. У 1607 році за підтримки церковного братства було почато зведення нової мурованої церкви. У 1633 році нову церкву освятив митрополит Петро (Могила). Протягом XVII століття вона кілька разів переходила від православних до уніатів і навпаки. З 1695 року діяла як греко-католицька. При церкві був монастир отців василіян. 1752 році при парафії було засноване греко-католицьке братство святого Онуфрія. З 1875 року знову перетворена на православний храм. Продовжувала діяти у XX столітті, коли більшість інших православних церков було знищено чи перетворено на костели. Сьогодні церква Преображення Господнього є кафедральним храмом православного архиєпископа Люблінського і Холмського.

## Економіка, наука та культура

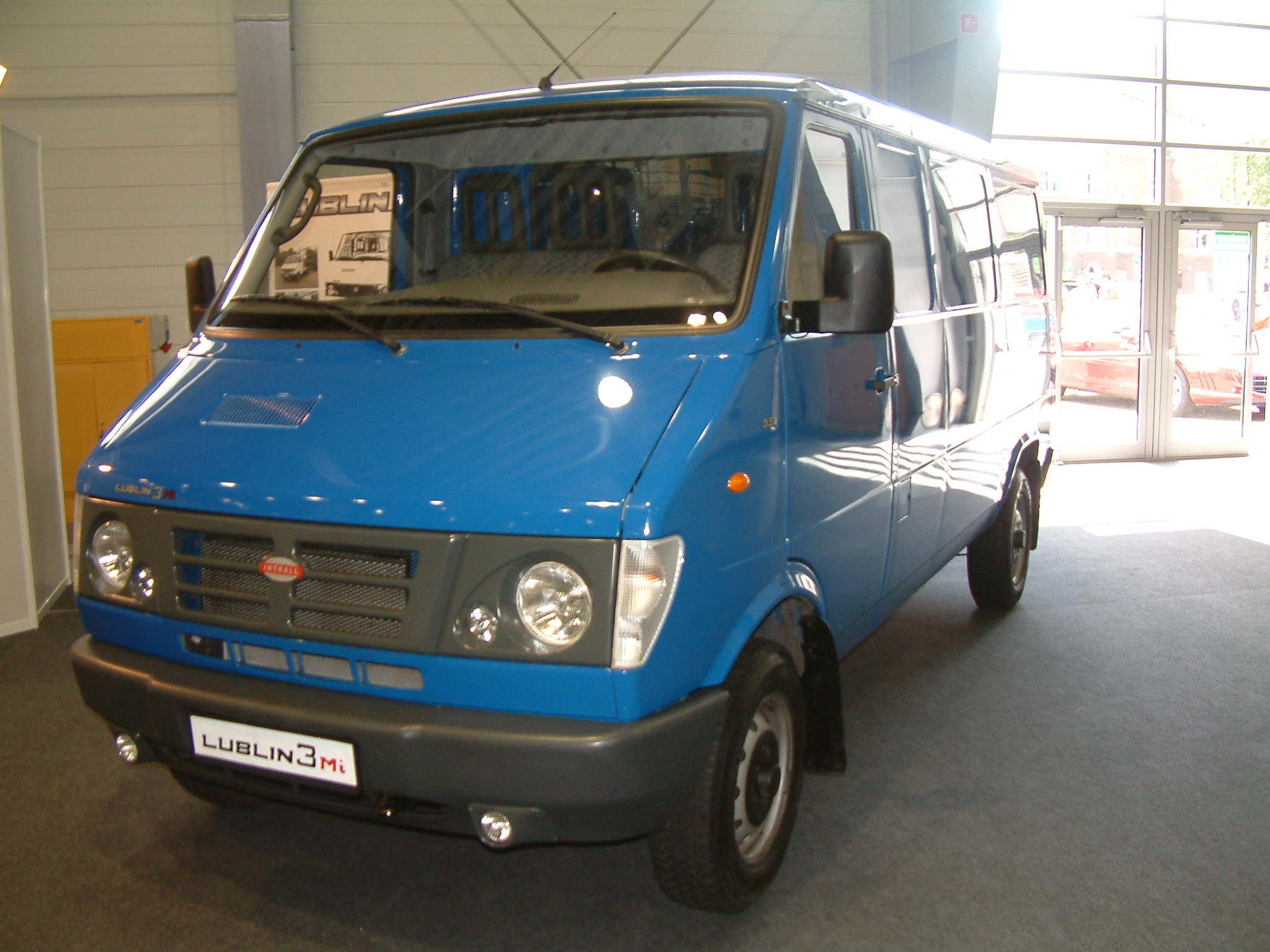
Автомобіль Люблін 3

На території Любліна процвітає промисловість, особливо автомобільна, харчова та металургія.
Наукова база:
- Університет Марії Кюрі-Склодовської;
- Люблінська Політехніка;
- Медичний університет у Любліні;
- Люблінський природничий університет;
- Люблінський Католицький Університет;

Музеї:
- Музей історії Любліна;
- Музей мартирології «Під годинником»;
- Літературний музей імені Й. Чеховича;
- Дворик Вінсента Поля;
- Музей Архієпархіальний релігійного мистецтва;
- Державний музей «Майданек»;
- Підвал «Під Фортуною»;
- Музей історії закладу фармації;
- Будинок пам'яті євреїв Любліна;
- Музей люблінського села;
- Музей старовинних гравюр і сакрального мистецтва, створений при міській духовній семінарії в межах проєкту «Відновлення помісіонерської спільноти на вулиці Кардинала Стефана Вишинського, 6 в Любліні»;
- Дім Слів, розташований на вул. Жмігрод, 1 в приміщеннях довоєнної друкарні «Популярна». Ним опікується осередок Брама Ґродська — Театр NN.

Окрім вищезазначеного, у місті є філармонії, театри та оперетка, зокрема, осередок Брама Ґродська — Театр NN, Старий театр (споруджений 1822 року для Люблинської сцени драми та оперети, реконструйований у 2000—2010-х роках).
У місті було засновано популярний польський рок-гурт «Budka Suflera».

## Транспорт

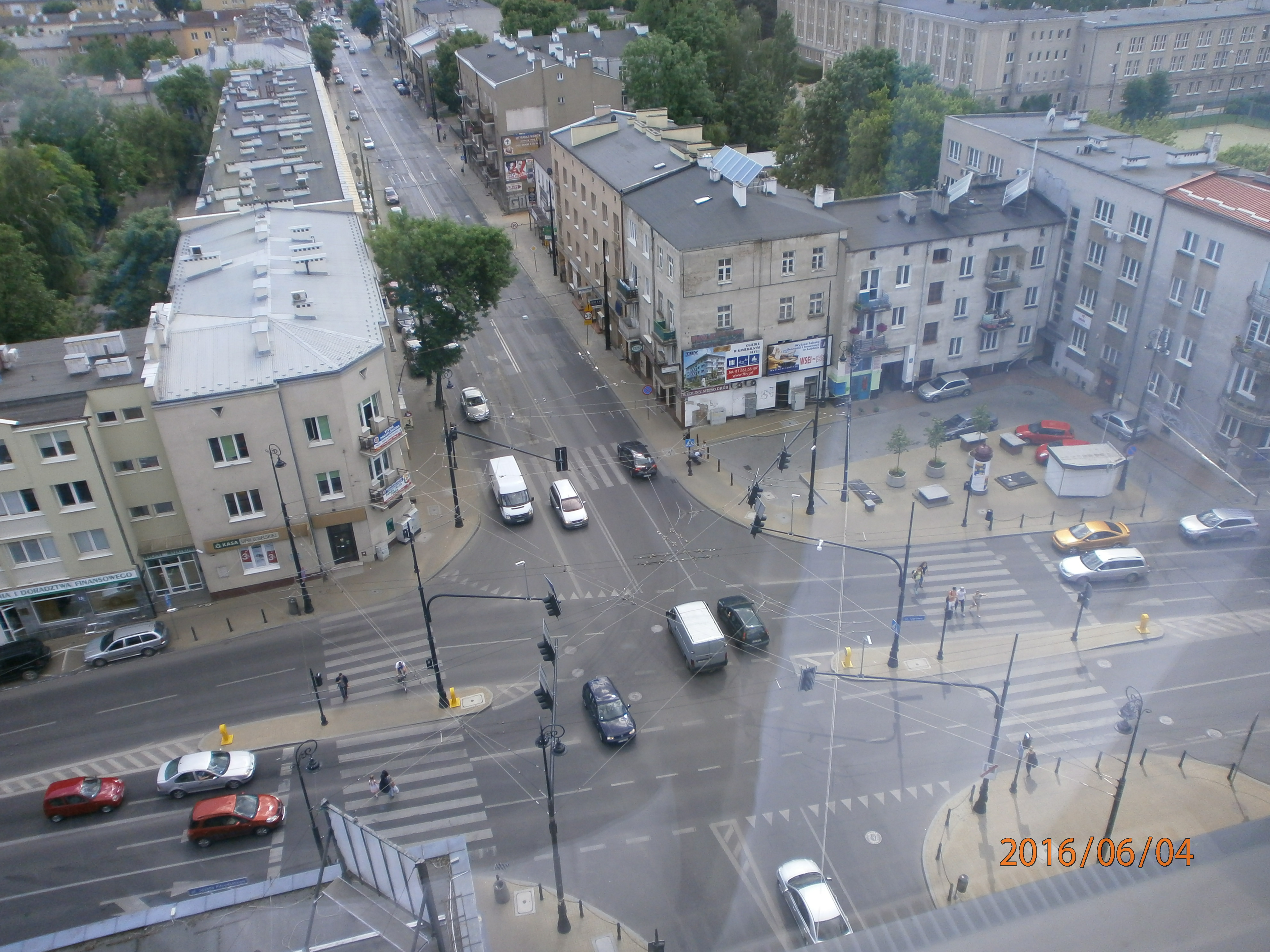
Одне з перехресть у центральній частині міста

Люблін є також важливим залізничним та автодорожнім вузлом східної Польщі. У місті діє розгалужена мережа велосипедних доріжок.

### Автотранспорт
Через місто проходять експрес-автодороги:
- S12 (E373) з Пйотркува Трибунальського до Холма і кордону з Україною в Дорогуську;
- S17 (E372) з Варшави до Замістя та кордону з Україною в Гребенному, потім — до Києва;
- S19 з Білостока до Ряшева (Białystok — Rzeszów).

У Любліні розпочинаються автодороги:
- крайова № 82 до Володави;
- воєводські № 809 до Пшиточна, № 822 до Свідника, № 830 до Наленчува, № 835 до Білгорая і Переворська.

### Електротранспорт
Діє міський електротранспорт. Люблін свого часу — 1919 року, після пропозиції женевської фірми «Austro-Daimler» — міг стати першим містом Польщі, де б почали ходити тролейбуси, однак реалізувати проєкт не вдалося.

### Залізничний транспорт
Місто — значний залізничний вузол. Залізницю до Любліна розпочали будувати 1875 року. 1893—1894 років почали розбудовувати міський двірець.

## Спорт

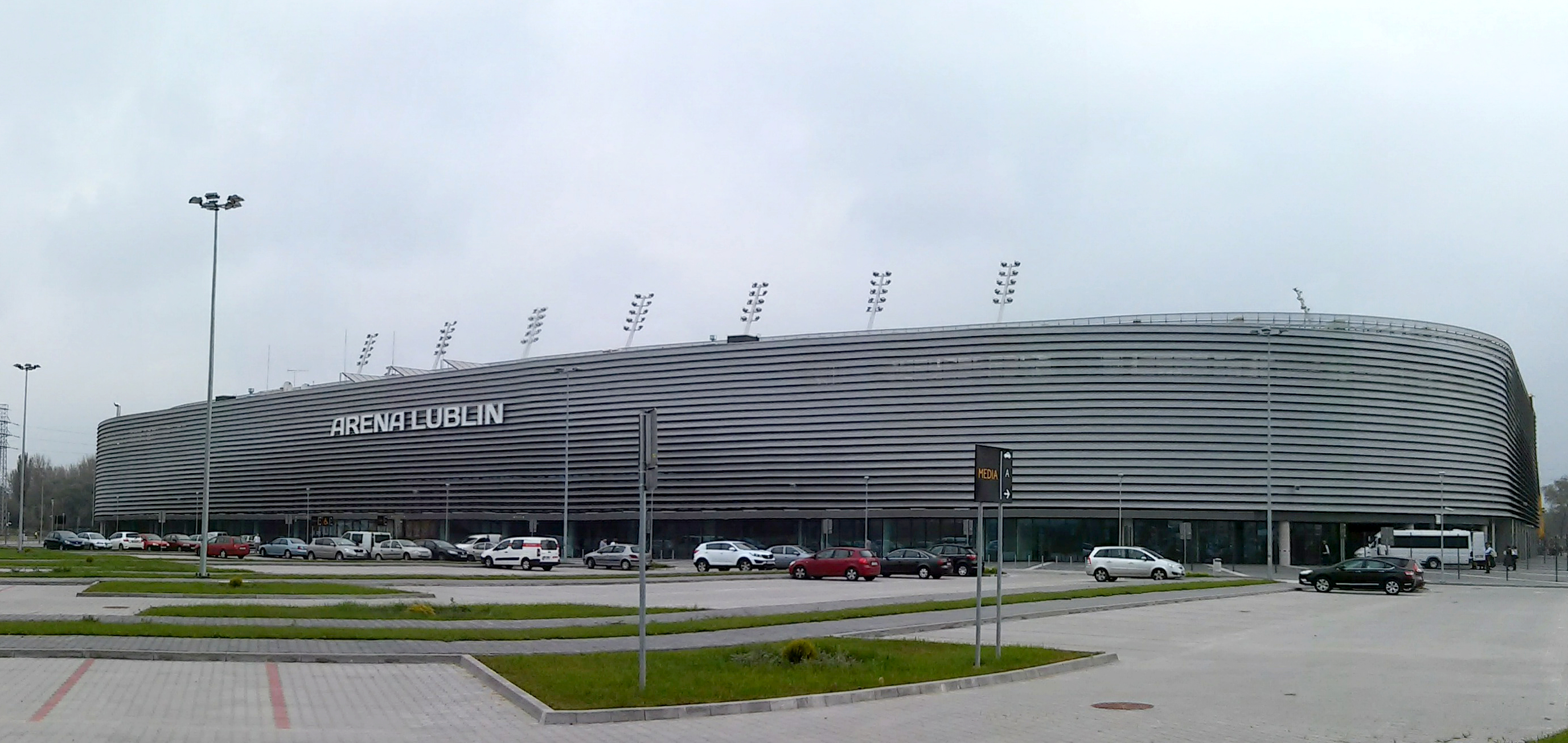
Арена Люблін

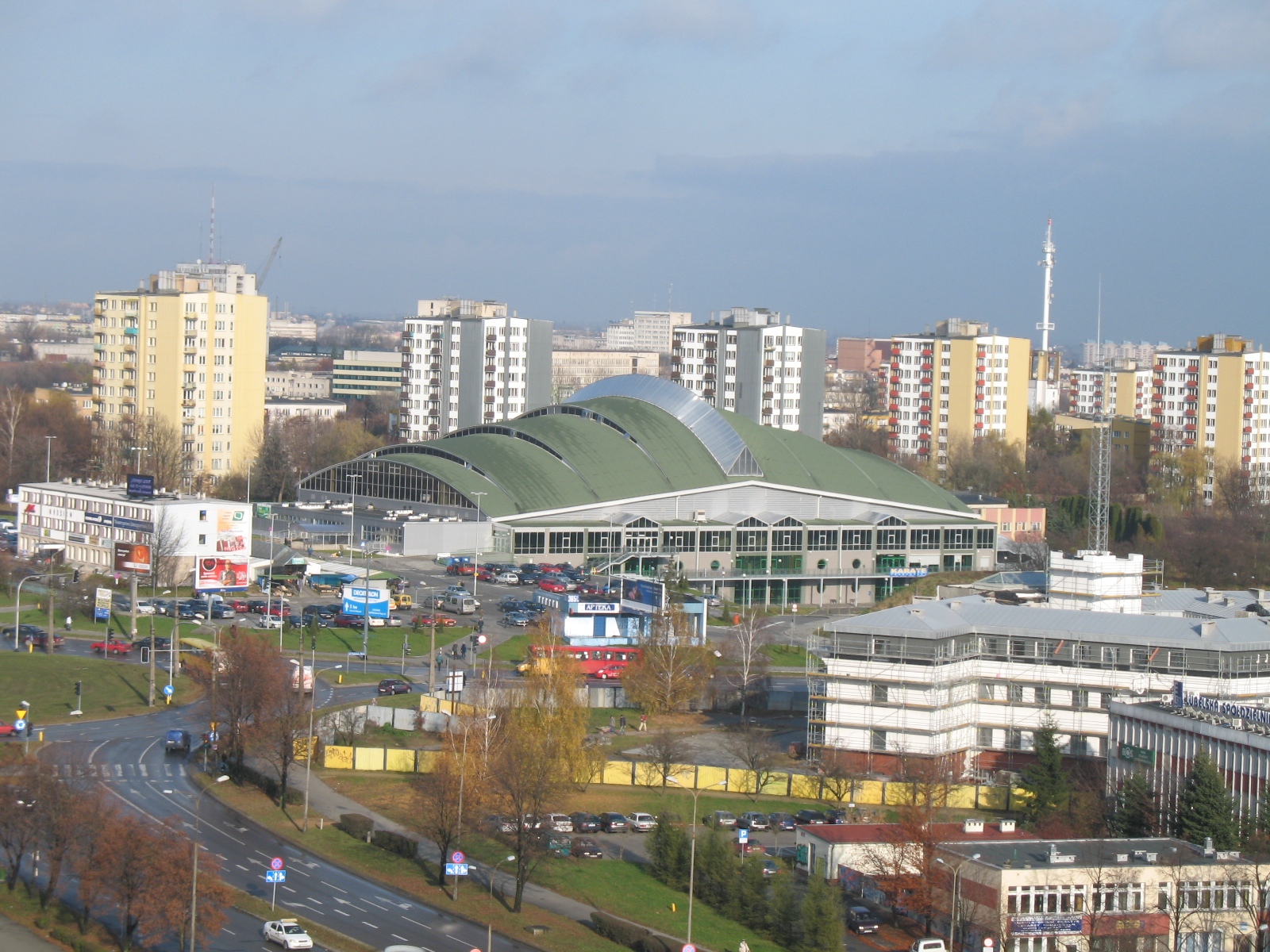
Зала «Глобус»

1969 року і місті проходила Жіноча шахова олімпіада.
У рамках святкування 700-річчя міста відбулися і заплановані численні спортивні змагання.
Влітку 2017 Люблін став одним із шістьох міст Польщі, які приймали молодіжний чемпіонат Європи з футболу.

#### Клуби
- ФК «Мотор» (Люблін)
- Міський спортивний клуб «Старт» (пол. Miejski Klub Sportowy Start Lublin)
- Жіночий спортивний клуб «Люблінянка» (пол. KS Lublinianka)
- Спідвейний «Speed Car Motor Lublin» (до сезону 2017 називався «KMŻ Lublin»).

#### Споруди
- Арена Люблін (пол. «Arena Lublin») — футбольний стадіон, домашня арена футбольних клубів «Мотор» та «Гурник» (Ленчна).
- Спортивно-видовищна зала «Глобус» (пол. Hala Sportowo-Widowiskowa „Globus”)
- Футбольно-спідвейний «Stadion MOSiR Bystrzyca»

## Околиці Любліна

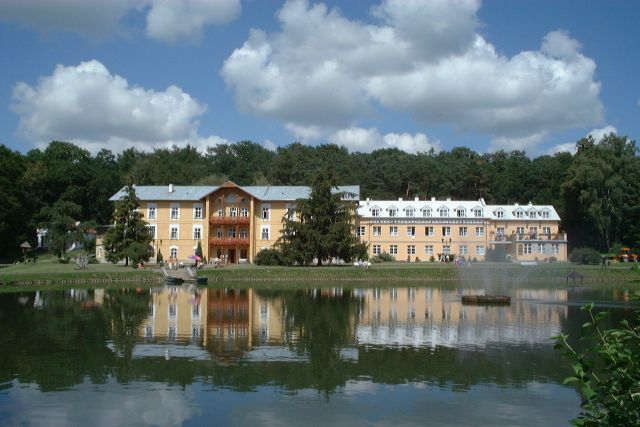
Наленчув

4 км від центру Любліна знаходиться колишній німецький нацистський концентраційний та винищувальний табір Майданек, сьогодні меморіал, де загинуло понад 80 000 в'язнів, в основному євреїв. На захід від Любліна (на відстані 30-50 км) знаходяться три важливі туристичні осередки: відомий санаторій Наленчув, що спеціалізується на лікуванні серцевих захворювань, значний промисловий центр Пулави, де у минулому жили славні магнатські роди та Казімеж-Дольний — улюблене місце туристів і художників. Розташоване над Віслою місто-красень пишається старовинними ренесансними кам'яницями, ошатними будиночками видатних митців, величним ренесансним костелом та руїнами старовинного замку на високому узгір'ї.

## Міста-побратими
| - Іспанія — Алькала-де-Енарес - Угорщина — Дебрецен - Німеччина — Дельменгорст - Україна — Кривий Ріг - США — Ері | - Україна — Львів - Україна — Луцьк - Україна — Рівне - Україна — Івано-Франківськ | - Україна — Луганськ - Україна — Суми - Україна — Старобільськ - Україна — Вінниця - Німеччина — Мюнстер | - Франція — Нансі - Данія — Нюкебінг Фальстер - Болгарія — Перник - Литва — Паневежис | - Ізраїль — Рішон-ле-Ціон - Нідерланди — Тільбург - Португалія — Візеу - Канада — Віндзор - Велика Британія — Ланкастер |

### Міста-партнери
| - Рамалла - Цзядінг, район Шанхаю - Гранада | - Белград - Вінниця - Сян'ян - Попрад | - Никшич - Кам'янець-Подільський - Йорінг - Новий Сад | - Дніпро - Ванадзор - Харків - Марибор | - Вільнюс - Тирана - Барі |

## Відомі люди

### Народилися
- Генрик Венявський (1835—1880) — польський скрипаль і композитор.
- Геньо Житомирський (1933—1942) — єврейський хлопчик, страчений нацистами у концтаборі Майданек, один із символів Голокосту в Польщі.
- Григорій Купріянович (нар. 1968) — український історик і громадський діяч у Польщі, голова Українського товариства у Любліні.[100]
- Ромуальд Ліпко (1950—2020) — музи́ка-мультиінструменталіст, композитор, учасник гурту «Budka Suflera».
- Ігор Лоський (1900—1936) — український історик, педагог, громадський діяч, учасник бою під Крутами.
- Щепан Садурський (нар. 1965) — польський сатирик, карикатурист, журналіст.
- Йозеф Серчук (1919—1993) — учасник єврейського руху опору під час Другої світової війни.
- Марко-Роберт Стех (нар. 1961) — український канадський літературознавець і письменник.
- Кшиштоф Цуґовський (нар. 1950) — лідер рок-гурту «Budka Suflera», сенатор.
- Йоганн Цукерторт (1842—1888) — німецький та англійський шахіст, шаховий теоретик, журналіст і письменник.

### Пов'язані з містом
- Каєтан Шептицький (бл. 1740—1792) — люблінський каштелян[101]